# Queensland International 2025 - Doppio
Il doppio del torneo di tennis professionistico Queensland International 2025, facente parte della categoria Challenger 75 nell'ambito dell'ATP Challenger Tour 2025, si è giocato dal 27 gennaio al 2 febbraio a Brisbane, in Australia. Questa è stata la prima edizione del torneo.
In finale Matthew Romios e Colin Sinclair hanno sconfitto Joshua Charlton e Patrick Harper con il punteggio di 7–6(2), 7–5.

## Teste di serie
1. Charles Broom /  Anirudh Chandrasekar (quarti di finale)
2. Blake Ellis /  Adam Walton (semifinale)

1. Joshua Charlton /  Patrick Harper (finale)
2. Matthew Romios /  Colin Sinclair (campioni)

## Wildcard
1. Hayden Jones /  Pavle Marinkov (primo turno)

1. Blake Ellis /  Adam Walton (semifinale)

## Alternate
1. Hikaru Shiraishi /  Arthur Weber (primo turno)

## Tabellone

### Legenda
| - Q = Qualificato - WC = Wild card - LL = Lucky loser | - ALT = Alternate - SE = Special Exempt - PR = Protected Ranking | - w/o = Walkover - r = Ritirato - d = Squalificato |

|  | Primo turno | Primo turno             | Primo turno             | Primo turno | Primo turno |  |  | Quarti di finale | Quarti di finale        | Quarti di finale        | Quarti di finale    | Quarti di finale    |   |    | Semifinali | Semifinali                     | Semifinali                     | Semifinali                    | Semifinali                    |   |   | Finale | Finale | Finale | Finale | Finale |  |
|  |             |                         |                         |             |             |  |  |                  |                         |                         |                     |                     |   |    |            |                                |                                |                               |                               |   |   |        |        |        |        |        |  |
|  | 1           | C Broom A Chandrasekar  | C Broom A Chandrasekar  | 6           | 6           |  |  |                  |                         |                         |                     |                     |   |    |            |                                |                                |                               |                               |   |   |        |        |        |        |        |  |
|  | WC          | H Jones P Marinkov      | H Jones P Marinkov      | 4           | 3           |  |  | 1                | C Broom A Chandrasekar  | 6                       | 3                   | [8]                 |   |    |            |                                |                                |                               |                               |   |   |        |        |        |        |        |  |
|  |             | M Bouzige A Ilagan      | M Bouzige A Ilagan      | 4           | 4           |  |  |                  | C Langmo G Nanda        | 1                       | 6                   | [10]                |   |    |            |                                |                                |                               |                               |   |   |        |        |        |        |        |  |
|  |             | C Langmo G Nanda        | C Langmo G Nanda        | 6           | 6           |  |  |                  |                         |                         |                     |                     |   |    |            | C Langmo G Nanda               | C Langmo G Nanda               | 3                             | 4                             |   |   |        |        |        |        |        |  |
|  | 3           | J Charlton P Harper     | 4                       | 6           | [10]        |  |  |                  |                         | 3                       | J Charlton P Harper | J Charlton P Harper | 6 | 6  |            |                                |                                |                               |                               |   |   |        |        |        |        |        |  |
|  |             | M Hulme J Watt          | 6                       | 4           | [6]         |  |  | 3                | J Charlton P Harper     | J Charlton P Harper     | 7                   | 6                   |   |    |            |                                |                                |                               |                               |   |   |        |        |        |        |        |  |
|  |             | Je Delaney M Imamura    | Je Delaney M Imamura    | 6           | 6           |  |  |                  | Je Delaney M Imamura    | Je Delaney M Imamura    | 5                   | 2                   |   |    |            |                                |                                |                               |                               |   |   |        |        |        |        |        |  |
|  | Alt         | H Shiraishi A Weber     | H Shiraishi A Weber     | 2           | 2           |  |  |                  |                         |                         |                     |                     |   |    | 3          | Joshua Charlton Patrick Harper | Joshua Charlton Patrick Harper | 62                            | 5                             |   |   |        |        |        |        |        |  |
|  |             | M Gengel M Janvier      | M Gengel M Janvier      | 1           | 64          |  |  |                  |                         |                         |                     |                     |   |    |            |                                | 4                              | Matthew Romios Colin Sinclair | Matthew Romios Colin Sinclair | 7 | 7 |        |        |        |        |        |  |
|  |             | Ja Delaney M Whitehouse | Ja Delaney M Whitehouse | 6           | 7           |  |  |                  | Ja Delaney M Whitehouse | Ja Delaney M Whitehouse | 3                   | 4                   |   |    |            |                                |                                |                               |                               |   |   |        |        |        |        |        |  |
|  |             | S Hazawa Y Shimizu      | 4                       | 6           | [2]         |  |  | 4                | M Romios C Sinclair     | M Romios C Sinclair     | 6                   | 6                   |   |    |            |                                |                                |                               |                               |   |   |        |        |        |        |        |  |
|  | 4           | M Romios C Sinclair     | 6                       | 3           | [10]        |  |  |                  |                         |                         |                     |                     |   |    | 4          | M Romios C Sinclair            | M Romios C Sinclair            | 78                            | 7                             |   |   |        |        |        |        |        |  |
|  |             | K Pearson J Sheehy      | 64                      | 6           | [10]        |  |  |                  |                         | 2/WC                    | B Ellis A Walton    | B Ellis A Walton    | 6 | 64 |            |                                |                                |                               |                               |   |   |        |        |        |        |        |  |
|  |             | C Puttergill D Sweeny   | 7                       | 3           | [8]         |  |  |                  | K Pearson J Sheehy      | K Pearson J Sheehy      | 6                   | 2                   |   |    |            |                                |                                |                               |                               |   |   |        |        |        |        |        |  |
|  |             | B Bayldon M Hermans     | 2                       | 7           | [7]         |  |  | 2/WC             | B Ellis A Walton        | B Ellis A Walton        | 78                  | 6                   |   |    |            |                                |                                |                               |                               |   |   |        |        |        |        |        |  |
|  | 2/WC        | B Ellis A Walton        | 6                       | 64          | [10]        |  |  |                  |                         |                         |                     |                     |   |    |            |                                |                                |                               |                               |   |   |        |        |        |        |        |  |